# 永野圧彦
永野 圧彦（ながの あつひこ、1958年2月21日 - ）は、日本の裁判官。岐阜地方裁判所所長、名古屋高等裁判所部総括判事等を歴任し2023年2月定年退官。同年7月10日から簡易裁判所判事に任命され岐阜簡易裁判所判事を務める。

## 人物・経歴
愛媛県出身。名古屋大学卒業後、主に民事裁判官として歩んだ。1983年名古屋地方裁判所判事補。1985年山形地方裁判所判事補。1988年徳島地方裁判所判事補。1991年福井地方裁判所武生支部判事補。1993年同判事。1995年東京地方裁判所判事。1998年名古屋地方裁判所判事。
2000年名古屋高等裁判所判事。2002年富山地方裁判所部総括判事。2006年名古屋地方裁判所部総括判事。2015年から富山地方裁判所長及び富山家庭裁判所長を務めた。2016年名古屋高等裁判所部総括判事。2019年岐阜地方裁判所長、岐阜家庭裁判所長。2021年名古屋高等裁判所部総括判事。2023年2月定年退官。
同年7月より岐阜簡易裁判所判事。

## 裁判
- 名古屋市内の青果仲卸会社の当時21歳だった女性従業員が自殺した事件で、先輩社員の叱責を認識しながら放置し、注意義務を怠ったとして、会社の損害賠償責任を認めた[7][8]。
- 岐阜市公園整備室長を務めていた当時54歳の男性が岐阜市役所本庁舎から飛び降り自殺した事件で、遊具の設置を巡り上司と意見と対立するなど精神的負荷がかかっていたとして、公務災害と認めなかった地方公務員災害補償基金岐阜支部（支部長古田肇知事）の決定を取り消した[9]。
- 日本の犯罪被害者給付金の法制では、事実婚に対しても給付金が支払われるところ、同性のカップルに給付金が支払われなかったことが争われた事件で、「犯罪被害者遺族の給付金の制度については民法上の親族関係に基づいて決められていて、民法上、婚姻の届け出が想定されていない同性間の関係も含まれるとすることは、条文の解釈から逸脱するものといわざるを得ない」とし、事実婚すら同性カップルに認めなかった[10][11]。